# 류드밀라 킴
류드밀라 킴(카자흐어: Лвдмила Ким, ?~)은 카자흐스탄의 여성 가수이자 VJ이다. 1990년대 팝 밴드 "듀엣 엘"의 멤버였으며 2006년 팝 아이돌의 카자흐어 버전인 슈퍼스타 KZ 3의 심사위원이었다.